# Jean de Serres
Jean de Serres (Villeneuve-de-Berg, 1540 – 1598) è stato un teologo e storico francese, col nome latino  Joannes Serranus; calvinista, studiò a Losanna teologia, filosofia  e storia della Francia. Scampò alla Strage di San Bartolomeo e fu fatto ministro a Nîmes nel 1582.
Scrisse un Trattato che intitolò De Fide Catholica, sive de Principiis Religionis Christianae, communi omnium Christianorum  consensu semper, ubique ratis , opera  disprezzata dai Cattolici,  e trattata con indignazione dai Calvinisti di Ginevra, accusati da molti autori di averlo avvelenato. Morì nel 1598 all'età di cinquanta anni.

## Alcune opere
Jean de Serres scrisse un libro in cinque parti, intitolato De statu Religionis et Reipublicae in regno Gallie .
Scrisse  Inventario dell'istoria di Francia in tre volumi;  Memoria della terza guerra civile, e delle ultime turbolenze di Francia sotto Carlo IX, in quattro libri; Raccolta delle cose memorabili avvenute in Francia sotto Enrico II, Francesco II, Carlo IX ed Enrico III  , libro conosciuto sotto il titolo dell'Istoria de' cinque Re, perché è stato continuato sotto il regno di Enrico IV, fino al 1597.
Scrisse inoltre Doctrinae Jesuiticae praecipua capita, raccolta di opere contro i Gesuiti; pubblicò  una edizione dei Dialoghi  di Platone in greco e in latino con delle note e  un Trattato dell'Immortalità dell'Anima.